# Lista de futebolistas do Club de Regatas Vasco da Gama convocados para a Copa do Mundo FIFA

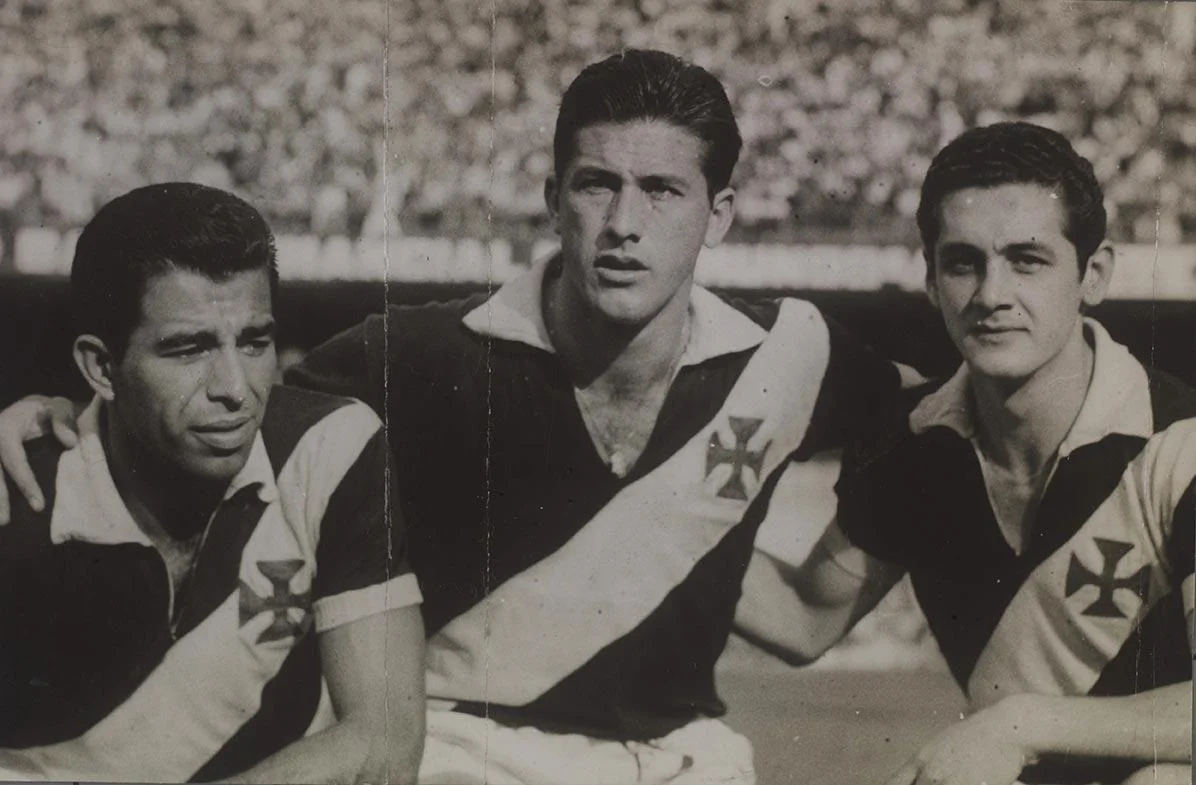
Vavá, Bellini e Orlando Peçanha, futebolistas cruzmaltinos campeões mundiais na Copa do Mundo de 1958.

Esta é uma lista dos futebolistas que, na época em que defendiam o Club de Regatas Vasco da Gama, foram convocados para representar seus respectivos países em uma Copa do Mundo da FIFA.
Até a Copa do Mundo de 2018, o cruzmaltino acumulava 38 convocações de jogadores quando atuavam no clube, sendo quatro atletas campeões do mundo: em 1958, Bellini, Vavá e Orlando Peçanha; e em 1994, Ricardo Rocha; e nove vice-campeões mundiais: em 1950, Barbosa, Augusto, Ely do Amparo, Danilo Alvim, Alfredo II, Ademir de Menezes e Chico; e em 1998, Carlos Germano.
Os primeiros futebolistas vascaínos selecionados para representar a Seleção Brasileira em uma Copa do Mundo da FIFA foram Brilhante, Itália, Fausto e Russinho, já na Copa do Mundo de 1930. Nesta primeira edição, o Brasil foi eliminado com derrota para a Iugoslávia, ainda na fase de grupos. Após o Mundial, em 14 de agosto, o Vasco da Gama vingou o futebol nacional, goleando por 6–1 a Seleção Iugoslava, que havia acabado de eliminar o Brasil da Copa do Mundo.
Na Copa do Mundo de 1934, o atleta Sebastião Paiva Gomes, mais conhecido por Mola, foi convocado pela Seleção Brasileira que disputaria a competição. No entanto, ao contrário de seus companheiros Tinoco e Leônidas da Silva, ele abriu mão de sua convocação e preferiu continuar atuando como profissional no Vasco da Gama, uma vez que a Confederação Brasileira de Desportos só levaria jogadores considerados amadores para a Itália. No mesmo ano, Mola se contundiu gravemente no joelho e acabou encerrando sua carreira em 1935, depois de longa recuperação.
Já na Copa do Mundo de 1950, quando a Seleção Brasileira se sagrou finalista da Copa do Mundo FIFA pela primeira vez na história, o Brasil contou no elenco com oito jogadores vascaínos do Expresso da Vitória, incluindo o artilheiro e craque da competição Ademir de Menezes com 9 gols, além do técnico Flávio Costa e até do massagista Mário Américo. Nesta edição, o Vasco da Gama se tornou o clube com maior número de representantes em uma partida de Copa do Mundo (6); o clube brasileiro cujos jogadores fizeram mais gols em Copas do Mundo (29); e o com maior número de gols em uma partida de Copa do Mundo (7). Além disso, Ademir de Menezes se tornou o maior artilheiro brasileiro em uma única edição e o único jogador na história a liderar a Copa do Mundo tanto em gols, como em assistências.
Apesar de ser considerada favorita e possuir a melhor campanha, a surpreendente derrota perante o Uruguai no jogo final tirou da equipe brasileira um título dado como certo. No dia 08 de abril de 1951, ocorreu no Estádio Centenario em Montevideo a partida considerada como a Revanche do Maracanaço. Mais de 70.000 pessoas assistiram ao Expresso da Vitória dominar por 3–0 o Peñarol, em encontro que contou com 18 jogadores que estiveram presentes na final da Copa do Mundo de 1950. O triunfo cruzmaltino sobre a equipe aurinegra, ambos bases de suas seleções, teve ampla repercussão: sendo celebrado pelos presidentes dos quatro grandes clubes cariocas, com o Jornal dos Sports afirmando "Agora já se sabe onde é praticado o melhor futebol do mundo", e chamado de "A Ressurreição do Futebol Brasileiro" pelo Mundo Deportivo da Espanha.
No primeiro título mundial do Brasil, conquistado na Copa do Mundo FIFA de 1958 na Suécia, o Vasco da Gama contou com três representantes na equipe titular da Seleção. A dupla de zaga brasileira, que atuou em todas as seis partidas, era formada por Orlando Peçanha, quarto-zagueiro revelado pelo clube, e Bellini, o capitão que eternizou o gesto de levantar a taça; e no ataque, o jovem Vavá foi um dos destaques do campeonato, com 5 gols e 2 assistências em 4 partidas.
Outra curiosidade sobre a Copa do Mundo de 1958 é que Pelé, artilheiro e revelação da competição, só foi convocado para a Seleção Brasileira pelo técnico Sylvio Pirillo após vestir a camisa cruzmaltina. Em junho de 1957, Santos e Vasco da Gama formaram um combinado para disputar o Torneio Internacional do Morumbi, organizado pelo São Paulo para ajudar na construção do seu estádio. Como os jogos do combinado seriam no Maracanã, optou-se por utilizar o uniforme vascaíno. No torneio, Pelé totalizou cinco gols em três partidas, contra Os Belenenses, Flamengo e São Paulo. As atuações do jogador foram elogiadas pela imprensa, que previa o "nascimento do futuro craque da Seleção", e chamaram a atenção do treinador da Seleção Brasileira, Sylvio Pirillo. Um mês depois de finalizado o torneio, Pelé foi convocado pela primeira vez para a Seleção, tendo apenas dez meses de carreira. As atuações do jogador também chamaram atenção do Vasco, que tentou sem sucesso contratá-lo por duas vezes naquele ano.

## Jogadores convocados
Estes foram os futebolistas convocados:
| Edição | #   | Jogador             | Posição          | Jogos | Gols | Ass. |
| ------ | --- | ------------------- | ---------------- | ----- | ---- | ---- |
| 1930   | 1º  | Brilhante           | Zagueiro         | 1     | 0    | 0    |
| 1930   | 2º  | Itália              | Zagueiro         | 2     | 0    | 0    |
| 1930   | 3º  | Fausto              | Médio            | 2     | 0    | 1    |
| 1930   | 4º  | Russinho            | Atacante         | 1     | 0    | 0    |
| 1934   | 5º  | Mola                | Médio            | –     | –    | –    |
| 1934   | 6º  | Tinoco              | Médio            | 1     | 0    | 0    |
| 1934   | 7º  | Leônidas da Silva   | Atacante         | 1     | 1    | 0    |
| 1938   | 8º  | Jahu                | Zagueiro         | 1     | 0    | 0    |
| 1938   | 9º  | Niginho             | Atacante         | 0     | 0    | 0    |
| 1950   | 10º | Barbosa             | Goleiro          | 6     | 0    | 0    |
| 1950   | 11º | Augusto             | Zagueiro         | 6     | 0    | 0    |
| 1950   | 12º | Ely do Amparo       | Médio            | 1     | 0    | 0    |
| 1950   | 13º | Danilo Alvim        | Médio            | 5     | 0    | 2    |
| 1950   | 14º | Alfredo II          | Atacante         | 1     | 1    | 0    |
| 1950   | 15º | Maneca              | Atacante         | 4     | 1    | 1    |
| 1950   | 16º | Ademir              | Atacante         | 6     | 9    | 6    |
| 1950   | 17º | Chico               | Atacante         | 4     | 4    | 0    |
| 1954   | 18º | Paulinho de Almeida | Lateral direito  | 0     | 0    | 0    |
| 1954   | 19º | Ely do Amparo       | Médio            | 0     | 0    | 0    |
| 1954   | 20º | Pinga               | Atacante         | 2     | 2    | 1    |
| 1958   | 21º | Bellini             | Zagueiro         | 6     | 0    | 0    |
| 1958   | 22º | Orlando Peçanha     | Zagueiro         | 6     | 0    | 0    |
| 1958   | 23º | Vavá                | Atacante         | 4     | 5    | 2    |
| 1966   | 24º | Brito               | Zagueiro         | 1     | 0    | 0    |
| 1978   | 25º | Abel Braga          | Zagueiro         | 0     | 0    | 0    |
| 1978   | 26º | Dirceu              | Meio-campo       | 7     | 3    | 0    |
| 1978   | 27º | Roberto Dinamite    | Atacante         | 5     | 3    | 1    |
| 1982   | 28º | Pedrinho Vicençote  | Lateral esquerdo | 0     | 0    | 0    |
| 1982   | 29º | Roberto Dinamite    | Atacante         | 0     | 0    | 0    |
| 1990   | 30º | Acácio              | Goleiro          | 0     | 0    | 0    |
| 1990   | 31º | Mazinho             | Lateral esquerdo | 0     | 0    | 0    |
| 1990   | 32º | Tita                | Meio-campo       | 0     | 0    | 0    |
| 1990   | 33º | Bebeto              | Atacante         | 1     | 0    | 0    |
| 1990   | 34º | Bismarck            | Atacante         | 0     | 0    | 0    |
| 1994   | 35º | Ricardo Rocha       | Zagueiro         | 1     | 0    | 0    |
| 1998   | 36º | Carlos Germano      | Goleiro          | 0     | 0    | 0    |
| 2014   | 37º | Martín Silva        | Goleiro          | 0     | 0    | 0    |
| 2018   | 38º | Martín Silva        | Goleiro          | 0     | 0    | 0    |

 Melhor Jogador da Copa 

 Artilheiro da Copa 

 Artilheiro do Brasil na Copa 

 Capitão do Brasil na Copa

## Estatísticas
| #   | Jogador           | Nº jogos | Copa |
| --- | ----------------- | -------- | ---- |
| 1º  | Dirceu            | 7        | 1978 |
| 2º  | Barbosa           | 6        | 1950 |
| 2º  | Augusto           | 6        | 1950 |
| 2º  | Ademir            | 6        | 1950 |
| 2º  | Bellini           | 6        | 1958 |
| 2º  | Orlando Peçanha   | 6        | 1958 |
| 7º  | Danilo Alvim      | 5        | 1950 |
| 7º  | Roberto Dinamite  | 5        | 1978 |
| 9º  | Maneca            | 4        | 1950 |
| 9º  | Chico             | 4        | 1950 |
| 9º  | Vavá              | 4        | 1958 |
| 12º | Itália            | 2        | 1930 |
| 12º | Fausto            | 2        | 1930 |
| 12º | Pinga             | 2        | 1954 |
| 15º | Brilhante         | 1        | 1930 |
| 15º | Russinho          | 1        | 1930 |
| 15º | Tinoco            | 1        | 1934 |
| 15º | Leônidas da Silva | 1        | 1934 |
| 15º | Jahu              | 1        | 1938 |
| 15º | Ely do Amparo     | 1        | 1950 |
| 15º | Alfredo II        | 1        | 1950 |
| 15º | Brito             | 1        | 1966 |
| 15º | Bebeto            | 1        | 1990 |
| 15º | Ricardo Rocha     | 1        | 1994 |

| #  | Jogador           | Gols | Copa |
| -- | ----------------- | ---- | ---- |
| 1º | Ademir de Menezes | 9    | 1950 |
| 2º | Vavá              | 5    | 1958 |
| 3º | Chico             | 4    | 1950 |
| 4º | Dirceu            | 3    | 1978 |
| 4º | Roberto Dinamite  | 3    | 1978 |
| 5º | Pinga             | 2    | 1954 |
| 6º | Leônidas da Silva | 1    | 1934 |
| 6º | Maneca            | 1    | 1950 |
| 6º | Alfredo II        | 1    | 1950 |

| #  | Jogador           | Ass. | Copa |
| -- | ----------------- | ---- | ---- |
| 1º | Ademir de Menezes | 6    | 1950 |
| 2º | Danilo Alvim      | 2    | 1950 |
| 2º | Vavá              | 2    | 1958 |
| 4º | Fausto            | 1    | 1930 |
| 4º | Maneca            | 1    | 1950 |
| 4º | Pinga             | 1    | 1954 |
| 4º | Roberto Dinamite  | 1    | 1978 |

## Técnicos
Treinadores da Seleção Brasileira em Copa do Mundo com passagem pelo Vasco da Gama:
| Edição | Treinador          | Colocação        | Anos em que defendeu o Vasco da Gama |
| ------ | ------------------ | ---------------- | ------------------------------------ |
| 1950   | Flávio Costa       | Vice-Campeão     | 1947–1951 e 1953–1956                |
| 1954   | Zezé Moreira       | Quartas de final | 1964–1966                            |
| 1970   | Zagallo            | Campeão          | 1980–1981 e 1990–1991                |
| 1974   | Zagallo            | 4º lugar         | 1980–1981 e 1990–1991                |
| 1978   | Cláudio Coutinho   | 3º lugar         | 1971–1973 (diretor de futebol)       |
| 1982   | Telê Santana       | 2ª fase          | 1962–1963 (jogador)                  |
| 1986   | Telê Santana       | Quartas de final | 1962–1963 (jogador)                  |
| 1990   | Sebastião Lazaroni | Oitavas de final | 1987–1988 e 1994                     |
| 1998   | Zagallo            | Vice-Campeão     | 1980–1981 e 1990–1991                |
| 2010   | Dunga              | Quartas de final | 1987 (jogador)                       |